# チルドレン・アクト
『チルドレン・アクト』（原題:The Children Act）は2017年に公開された米英合作のドラマ映画である。監督はリチャード・エアー、主演はエマ・トンプソンが務めた。本作はイアン・マキューアンが2014年に発表した小説『未成年』を原作としている。

## 概略
高等法院の裁判官を務めるフィオナ・メイは、自身のキャリアの中でも最も判断の難しい訴訟に臨んでいた。白血病を患う17歳の青年、アダム・ヘンリーがエホバの証人を信仰していることを理由に骨髄移植を拒否する権利を求めていたのである。しかも、アダムの両親（ケルヴィンとナオミ）は共にアダムの決断を尊重する姿勢を見せていた。信教の自由はどこまで認められるべきかという難問を前に、フィオナは頭を抱えることとなった。
取り敢えず、フィオナはアダムに直接会ってみることにした。フィオナは両親がアダムに信仰を押しつけているのではないかと疑っていたが、確たる証拠を掴むことはできなかった。一緒に『サリーの庭』を歌うなどしているうちに、アダムはフィオナに惹かれたようであった。その後の法廷で、フィオナは「アダム及びその両親の同意がなかったとしても、アダムの生命維持は信教の自由に優越するものである以上、骨髄移植を含むあらゆる治療を彼に施すことは合法である」という判断を下した。
大任を果たしたフィオナだったが、彼女にはもう一つ懸案があった。それは夫（ジャック）との結婚生活が破綻していることであった。2人の関係はすっかり冷え切っており、ジャックは「同僚と不倫したい」と言う始末であった。こうなった原因の一つには、フィオナが仕事に打ち込むあまり、家庭生活を殆ど顧みなかったということがあった。ついに2人は激しい口論となり、フィオナは離婚の準備を始めた。
そんな折、フィオナの下に「アダムの骨髄移植が成功した」との一報が飛び込んできた。

## キャスト
- エマ・トンプソン - フィオナ・メイ
- スタンリー・トゥッチ - ジャック・メイ
- フィン・ホワイトヘッド - アダム・ヘンリー
- ベン・チャップリン - ケルヴィン・ヘンリー
- アイリーン・ウォルシュ - ナオミ・ヘンリー
- アンソニー・カルフ - マーク・バーナー
- ジェイソン・ワトキンス - ナイジェル・ポーリング
- ドミニク・カーター - ロジャー
- ドウェイン・トーマス - 速記官
- ロージー・カヴァリエロ - マリーナ・グリーン

## 製作
2016年8月29日、イアン・マキューアンの小説『未成年』の映画化に際して、エマ・トンプソンに出演オファーが出ていると報じられた。10月3日、スタンリー・トゥッチとフィン・ホワイトヘッドがキャスト入りした。本作の主要撮影は10月中にロンドンで始まり、12月8日に終了した。

## 公開
2017年9月9日、本作は第42回トロント国際映画祭でプレミア上映された。12日、A24とディレクTVが本作の全米配給権を獲得したと発表した。

## 評価
本作は批評家から好意的に評価されている。映画批評集積サイトのRotten Tomatoesには42件のレビューがあり、批評家支持率は69%、平均点は10点満点で6.1点となっている。サイト側による批評家の見解の要約は「『チルドレン・アクト』はエマ・トンプソンの名演を楽しめる映画である。同作に欠点が少なからずあることは否めないが、トンプソンの演技のお陰で、魅力的な大人向けのドラマになっている。」となっている。また、Metacriticには10件のレビューがあり、加重平均値は66/100となっている。
『バラエティ』のピーター・デブルージは「『チルドレン・アクト』は実に貴重な一作である。同作は大人向けのドラマであり、その脚本は成熟した大人の心情に対する豊かな感受性を以て書かれている。」と評している。